# Boxe cambodgienne

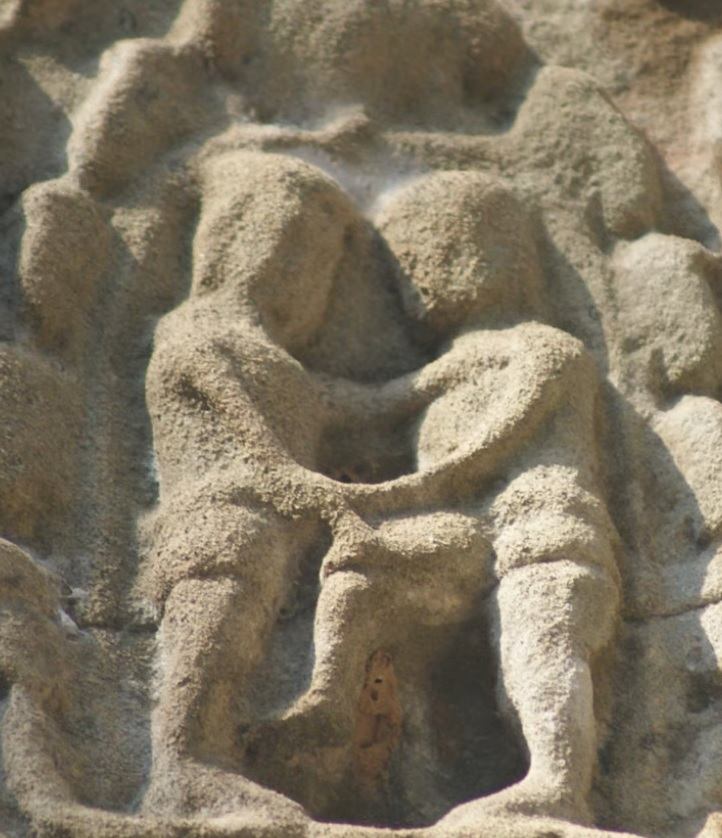
bas-relief de la boxe cambodgienne

Le boxe cambodgienne ou boxe khmère (en khmer ប្រដាល់សេរី, prâdal serey, littéralement « boxe libre ») est une des formes historiques de ce qui est appelé le kun khmer (គុនខ្មែរ), les « arts martiaux khmers ». La boxe cambodgienne est un art martial à main nues (kun daï គុនដៃ, littéralement « art du combat avec les mains »), codifié au Cambodge par l'administration coloniale française, au début du XXe siècle, durant le protectorat. Toutes les boxes d'Asie du Sud-Est seront codifiées sur le même mode à cette époque. La boxe khmère était déjà en usage dans les armées de l'empire khmer au IXe siècle. Elle est donc l'ancêtre du muay thai (Thaïlande) et du muay lao (Laos).

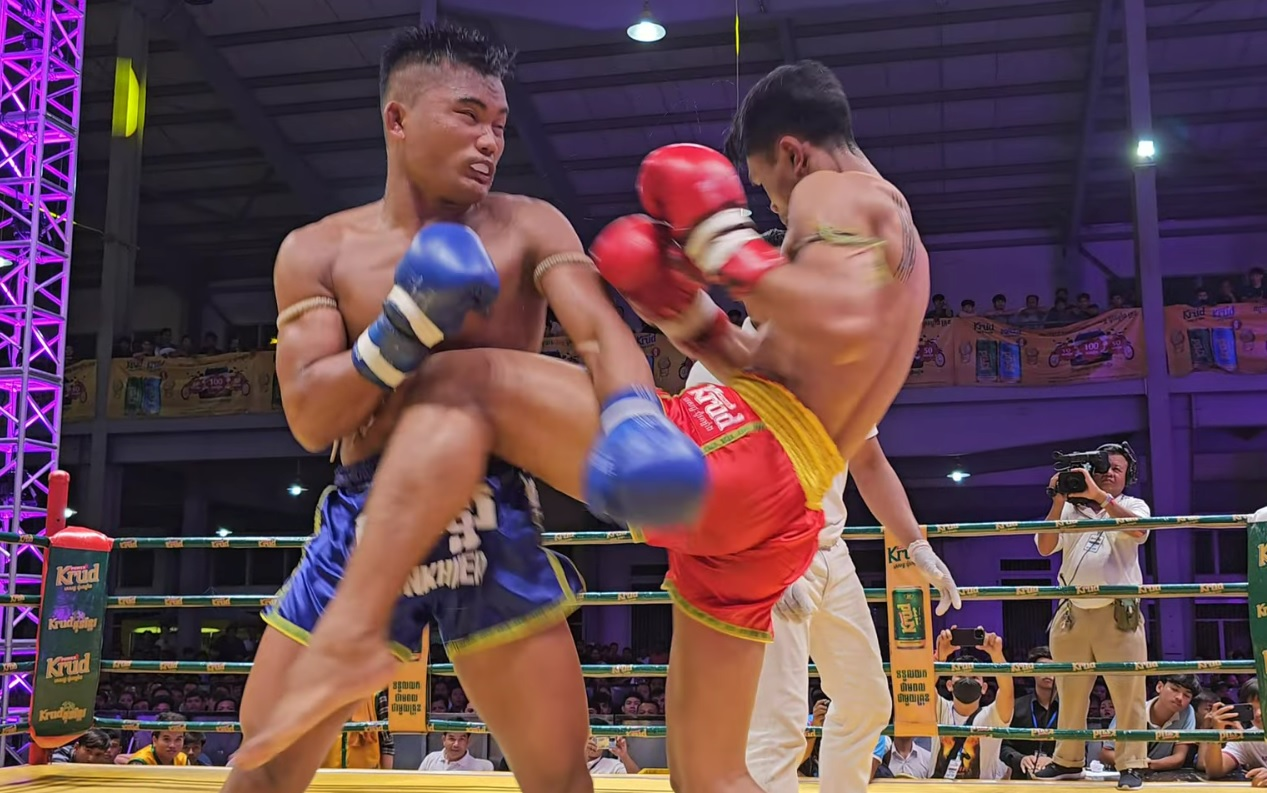
boxe cambodgienne

## Particularité
La boxe khmère se caractérise par un style beaucoup plus radical que dans les autres boxes asiatiques. La recherche d'efficacité immédiate est l'objectif. L'usage des techniques de coudes surtout, de corps à corps, de genoux (sautés et montés) est beaucoup plus présent que dans les autres boxes d'Asie du Sud-Est. De plus, quelques règles privilégiant le corps à corps et les frappes pendant la chute de l'adversaire, sont spécifiques à la boxe khmère.

## En France
En France, la boxe khmère tend se développer au travers d'une fédération, la Fédération des Arts Martiaux Khmers, la FAMK. De nouveaux compétiteurs font leur apparition dans le circuit des compétitions de boxe khmère. À noter la présence de boxeurs français en classe B/C et de boxeurs Cambodgiens en Classe A, venus disputer des rencontres internationales en France depuis 2007.

## Règles et organisation du match
Un match se déroule sur un ring de boxe carré de 6,1 mètres de côté, en cinq sets de trois minutes chacun. Une pause d'une à deux minutes est prévue entre chaque round. Au début de chaque match, les boxeurs pratiquent le rituel de prière appelé Twai Bongkum Kru. De la musique traditionnelle cambodgienne est jouée pendant le match. La musique est jouée au skor yaul (un type de tambour), au sraliai (un instrument semblable à une flûte) et au chhing à cordes. Les boxeurs portent des gants et des shorts en cuir.
Règles :
- 1. Il est interdit de frapper son adversaire au sol.
- 2. Il est interdit de mordre.
- 3. Lorsqu'un adversaire est hors d'état de combattre, l'arbitre arrête le combat.
- 4. Il est interdit de frapper dans le dos.
- 5. Il est interdit de se tenir aux cordes.
- 6. Les coups aux parties génitales sont interdits.

La victoire peut être obtenue par KO. Un KO survient lorsqu'un boxeur est mis au sol et ne peut plus se battre après un décompte de 10 secondes par l'arbitre. La victoire est également obtenue à la fin du combat, lorsque les juges décident, par un système de points, quel boxeur a été le plus efficace. En cas d'égalité de score, une égalité est déclarée.